# 박현도
박현도는 대한민국의 이슬람학자이다. 서강대학교 유로메나연구소 대우교수로 활동 중이다. 서강대학교 종교학과를 졸업하고 캐나다 맥길대학교 이슬람연구소에서 이슬람학으로 석사·박사 과정을 수료한 후 이란 테헤란 대학교에서 박사학위를 받았다. 한국종교인평화회의 출판위원장, 종교평화국제사업단 발간 영문계간지 《Religion & Peace》 편집장, 대외경제정책연구원 중동연구회전문위원, 외교부 정책자문위원 등을 지냈다. 《세계의 이슬람》, 《이란을 가다》 등을 공저했다.